# Jerzy Dudyński
Jerzy Józef Dudyński, ps. „Wołłowicz” (ur. 13 kwietnia 1923 w Wilnie, zm. 10 listopada 2012) – pułkownik nawigator Wojska Polskiego, żołnierz Armii Krajowej, powstaniec warszawski, kawaler Orderu Virtuti Militari.

## Życiorys
Urodził się 13 kwietnia 1923 w Wilnie, w rodzinie Stanisława i Mieczysławy z Rylskich.
Od stycznia 1940 w Związku Walki Zbrojnej–Armii Krajowej w Warszawie. W latach 1941–1942 odbył szkolenie w konspiracyjnej szkole podoficerskiej 7 pułku piechoty Legionów AK. Od stycznia do grudnia 1942 w konspiracyjnej Szkole Podchorążych Piechoty Rezerwy. W lipcu 1944 służył w III batalionie 7 pp Leg. AK na stanowisku zastępcy dowódcy plutonu 36. W okresie do 1 sierpnia 1944 brał udział w akcjach sabotażowych na kolei i innych dywersyjnych, a także wywiadowczych polegających na gromadzeniu informacji o siłach i dyslokacji wojsk niemieckich. 1 sierpnia 1944 jako ochotnik zgłosił się do batalionu „Parasol” i został wyznaczony na stanowisko zastępcy dowódcy IV plutonu 1 kompanii. Przeszedł szlak bojowy Wola–Stare Miasto–Czerniaków. Od około 9 do 23 sierpnia 1944 walczył w szeregach Powstańczych Oddziałów Specjalnych „Jerzyki” (pluton por. Zdzisława Pajewskiego), a później w I plutonie kompanii „Parasol” batalionu „Broda 53”. 23 sierpnia w walkach na terenie Klasztoru ss. Kanoniczek został ranny w nogę, a 17 września ranny w rękę podczas obrony gmachu PKO przy ul. Okrąg 7. W czasie obrony budynku PKO został odcięty od własnego oddziału i z ludnością cywilną stolicy trafił do Dulagu 121 w Pruszkowie, z którego uciekł 2 października 1944, a następnie kontynuował działalność konspiracyjną. 
Od sierpnia 1945 do 1972 służył jako nawigator w Wojskach Lotniczych i Wojskach Obrony Powietrznej Kraju. W 1969 awansował na stopień podpułkownika, a w 1989 na pułkownika.  
Był członkiem wielkopolskiego okręgu Światowego Związku Żołnierzy Armii Krajowej, a także przewodnikiem Polskiego Towarzystwa Turystyczno-Krajoznawczego.  
Zmarł 10 listopada 2012, pochowany 16 listopada 2012 na cmentarzu Junikowo w Poznaniu (pole 5 kwatera AK-AP-52).

## Ordery i odznaczenia
- Krzyż Kawalerski Orderu Odrodzenia Polski
- Krzyż Srebrny Orderu Wojskowego Virtuti Militari[1]
- Krzyż Walecznych[1]
- Krzyż Zasługi z Mieczami
- Medal Wojska
- Złoty Krzyż Zasługi
- Krzyż Partyzancki
- Warszawski Krzyż Powstańczy[6]
- Krzyż Armii Krajowej
- Medal za Warszawę 1939–1945
- Medal Zwycięstwa i Wolności 1945

Źródło:.